# Papagaio-de-cara-roxa
O papagaio-de-cara-roxa (Amazona brasiliensis) é um papagaio originalmente encontrado nos estados brasileiros de São Paulo ao Rio Grande do Sul, e atualmente restrito ao sudeste do litoral paulista, e no Paraná, virando uma das principais atrações do Parque Nacional de Superagui. Um estudo recente demonstra que as populações da espécie estão estáveis no estado, embora tenham sido registradas flutuações populacionais nos últimos 12 anos no litoral do estado. E também é um dos seres vivos na Mata Atlântica.
A ave faz os seus ninhos nos ocos de árvores altas, preferindo as palmeiras, e geralmente nas regiões costeiras da Mata Atlântica. Tal espécie chega a medir 36 cm de comprimento e possui testa e loros vermelhos, cabeça com lados azuis, vértice e garganta arroxeados, cauda com a ponta amarelo-esverdeada e uma faixa subterminal vermelha. Está ameaçado de extinção.